# Іван Точко
І́ван То́чко (мак. Иван Точко; * 9 січня 1914, Охрид,— † 12 листопада 1973, Скоп’є) — Болгарська прозаїк, драматург і журналіст.
Шкільну освіту отримав у Охриді та Бітолі. Закінчив правничий факультет в Белграді та Театральну академію в Софії.
Почав писати ще в тридцяті роки XX століття, але активний період його творчості припадає на післявоєнну добу. Брав участь у Русі Опору під час Другої світової війни.
Автор збірок оповідань «Бояна» (1953), «Акорди» (1956), «Перстень» (1959), «Оповідання» (1962).
Українською мовою твори Івана Точка перекладав Андрій Лисенко: в збірці «Македонська новела» (1972, серія «Зарубіжна новела») надруковано його «Акорди» (цикл із трьох етюдів: «Поплавець», «Туга» та «Проліски») і легенду «Перстень». «Акорди» також попередньо публікувалися в часописі «Всесвіт» (1966, № 1).